# بدوطر ثنائي الطيات
بدوطر ثنائي الطيات (الاسم العلمي:Bodotria biplicata) هو نوع من المفصليات يتبع جنس البدوطر من الفصيلة البدوطرية.